# 21세기 두뇌 게임
《21세기 두뇌 게임》(영어: Real Genius)는 미국에서 제작된 마사 쿨리지 감독의 1985년 SF 코미디 영화이다. 밸 킬머 등이 출연하였고, 브라이언 그레이저 등이 제작에 참여하였다.

## 출연
- 밸 킬머
- 게이브 재럿
- 미셸 메이링크
- 윌리엄 애서턴
- 로버트 프레스콧
- 존 그라이스
- 에드 로터
- 루이 지엄발보
- 패티 다밴빌
- 보 빌링즐리
- 샌디 마틴
- 딘 데블린
- 유지 오쿠모토
- 데버라 포먼
- 스테이시 퍼롤타

## 기타 제작진
- 미술: 조샌 F. 루소